# Calle de Arturo Soria
La calle de Arturo Soria es el eje principal del distrito madrileño de Ciudad Lineal. Lleva el nombre del geómetra y urbanista español Arturo Soria, impulsor de la idea de una ciudad lineal. Sus más de 6 km de longitud arbolados discurren en dirección sur-norte por la zona nororiental de Madrid, uniendo los distritos de San Blas-Canillejas con Hortaleza. La calle que ha quedado en el siglo xxi es apenas una sombra del proyecto original, absorbido por la extensión del casco urbano de la capital y sometido a sucesivas fases de transformación y especulación.

## Historia
En 1882, Arturo Soria anunció su proyecto de una Ciudad Lineal que se iniciaría en el nordeste de Madrid. Para llevarlo a cabo se creó en 1894 la Compañía Madrileña de Urbanización. La idea original de una circunvalación lineal urbana de 53 kilómetros rodeando el Madrid de finales del siglo xix, desde el pueblo de Fuencarral, girando en el sentido de las agujas del reloj, hasta Pozuelo de Alarcón, quedaría reducida a su primer tramo –entre Chamartín de la Rosa y la antigua carretera de Aragón–, urbanizado en 1911, pero detenido por falta de fondos mediada la segunda década del siglo xx. Con la guerra civil española, el proyecto quedó definitivamente paralizado y, tras el conflicto, se desestimó la idea y su concepción popular de una ciudad lineal de chalés y arbolado se transformó de manera progresiva. Ya antes habían desaparecido proyectos comunitarios como el teatro, circo y parque de recreo veraniego de la barriada, ocupado desde 1933 por los estudio cinematográficos CEA. También desapareció la infraestructura de su propia línea de tranvías, que se mantuvo independiente del resto de los transportes de Madrid hasta 1951. De manera paulatina los antiguos chalés y sus jardines fueron adaptados como guarderías, academias o sedes empresariales, o bien demolidos y sustituidos por colegios y noviciados religiosos, clínicas y hospitales (como la de Nuestra Señora de América, en los números 103-105, o el ya desaparecido Hospital de Aviación) y viviendas de lujo para clase alta o media-alta.

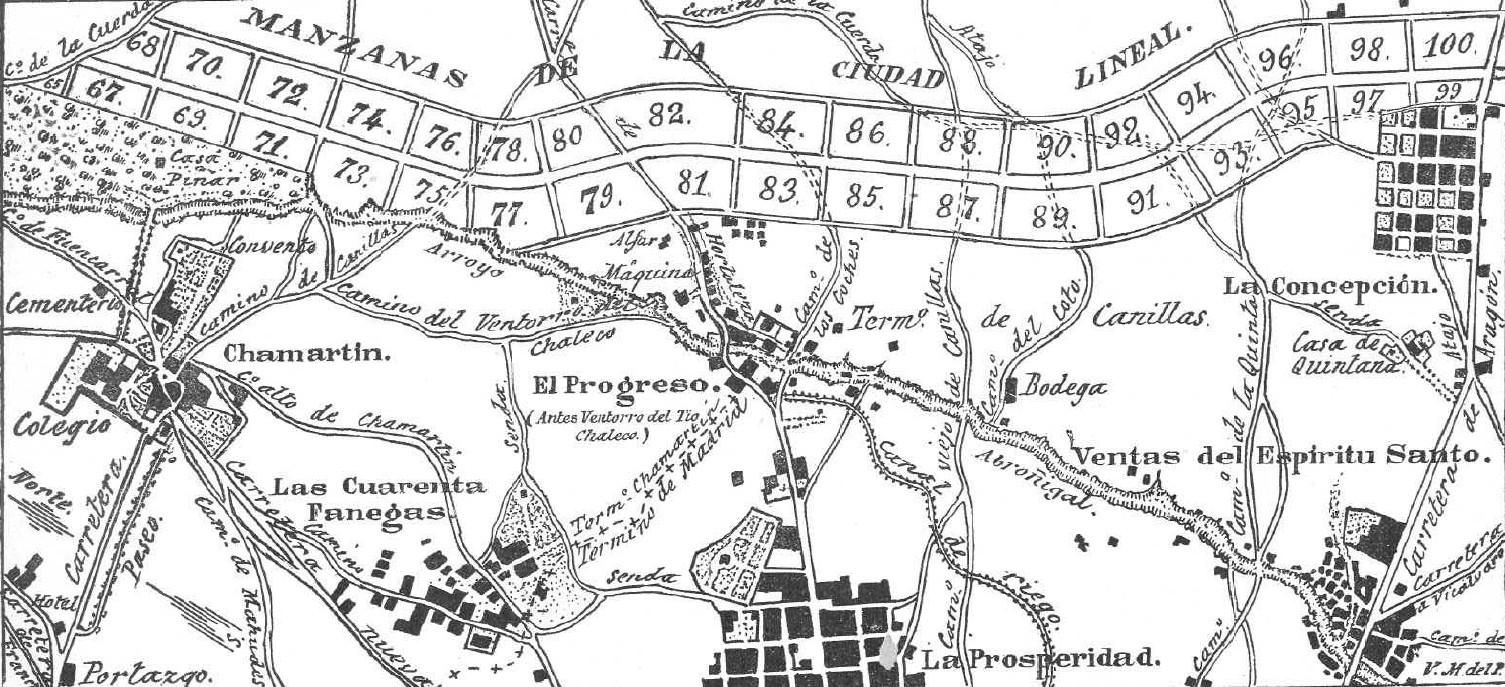
El proyecto de la Ciudad Lineal (1895-1910)

En su fase de promoción y crecimiento, la Ciudad Lineal, siguiendo las pautas de la filosofía de Arturo Soria, tuvo a su servicio varias publicaciones impresas. En 1895 aparecería La Dictadura (portavoz temporal de la propia Compañía Madrileña de Urbanización) que solo duró un año. En 1897 se creó la revista La Ciudad Lineal que pasó a llamarse La Ciudad Lineal, revista de Higiene, Agricultura, Ingeniería y Urbanización; y aún durante la Guerra Civil, apareció La Voz de la Barriada.
En la década de 1960 un grupo de arquitectos y urbanistas propusieron soluciones alternativas a la remodelación vial y urbana de la primitiva Ciudad Lineal pactada por el Ayuntamiento de Madrid y el Ministerio de Obras Públicas en 1966. Las propuestas para conservar un modelo singular dentro de la historia del urbanismo occidental en general y el madrileño en particular fueron desestimadas, y la Ciudad Lineal se convirtió en una caótica vía de circunvalación, ahogada por urbanizaciones de lujo y edificaciones de gran volumen.

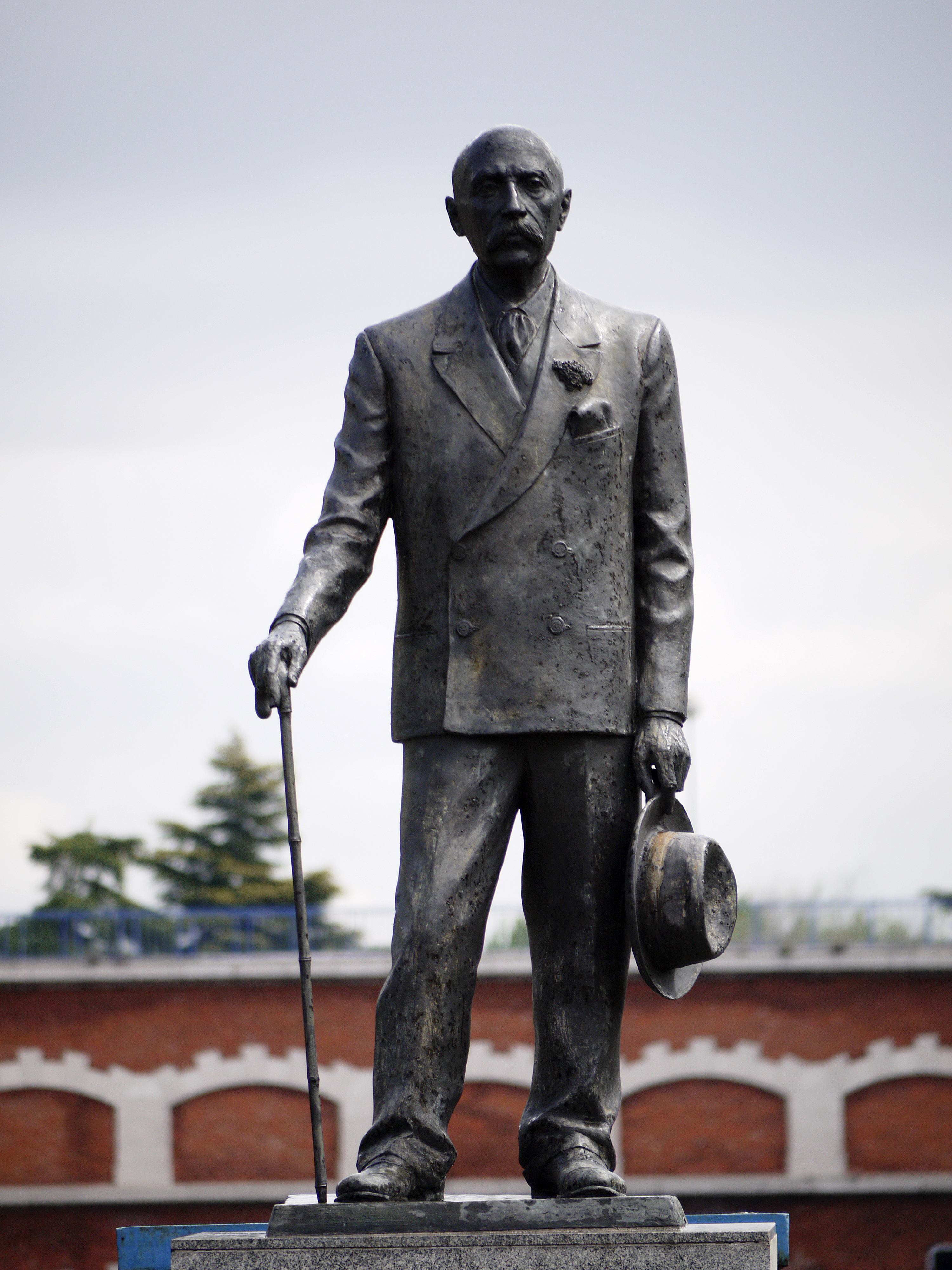
Estatua de Arturo Soria en el viaducto sobre la autopista de Barajas, luego avenida de América, construida en la década de 1950.

En 1992, el Ayuntamiento de Madrid colocó una estatua en memoria de Arturo Soria, presidiendo el viaducto que levanta la calle sobre la avenida de América, a la altura del n.º 122, una escultura en bronce obra de Rafael Cidoncha.

## Edificios
Entre los escasos ejemplos que han sobrevivido al paso del tiempo y la especulación inmobiliaria, pueden mencionarse:
- En el número 231, la Piscina Club Stella, diseño de estilo racionalista con un primer proyecto de Fermín Moscoso del Prado Torre en 1945-1947, ampliado en 1952 por Luis Gutiérrez Soto y José Antonio Corrales.[13] Sí desapareció sin embargo otra piscina vecina, la popular Granja del Carmen y luego Piscina Formentor a partir de mayo de 1963.[12][e][14]

- En el recorrido de la moderna calle de Arturo Soria pueden mencionarse otras construcciones más o menos singulares, como por ejemplo la embajada de la República Popular de China, en los números 111-113, proyecto de los arquitectos Rosa Cervera y Javier Pioz, terminado en 2012.

- También, con estilos casi antagónicos se encuentran los edificios de centro comerciales como el Alcalá Norte, ya en el límite sureste de la vía y en la cabecera de la calle de los Hermanos García Noblejas, o el Arturo Soria Plaza en el número 126, junto a la Avenida de América, inaugurado en 1989.[15]

- Entre los edificios empresariales con llamativas estructuras acristaladas, pueden citarse los levantados en el número 336 y el 343.

## Espacios desaparecidos

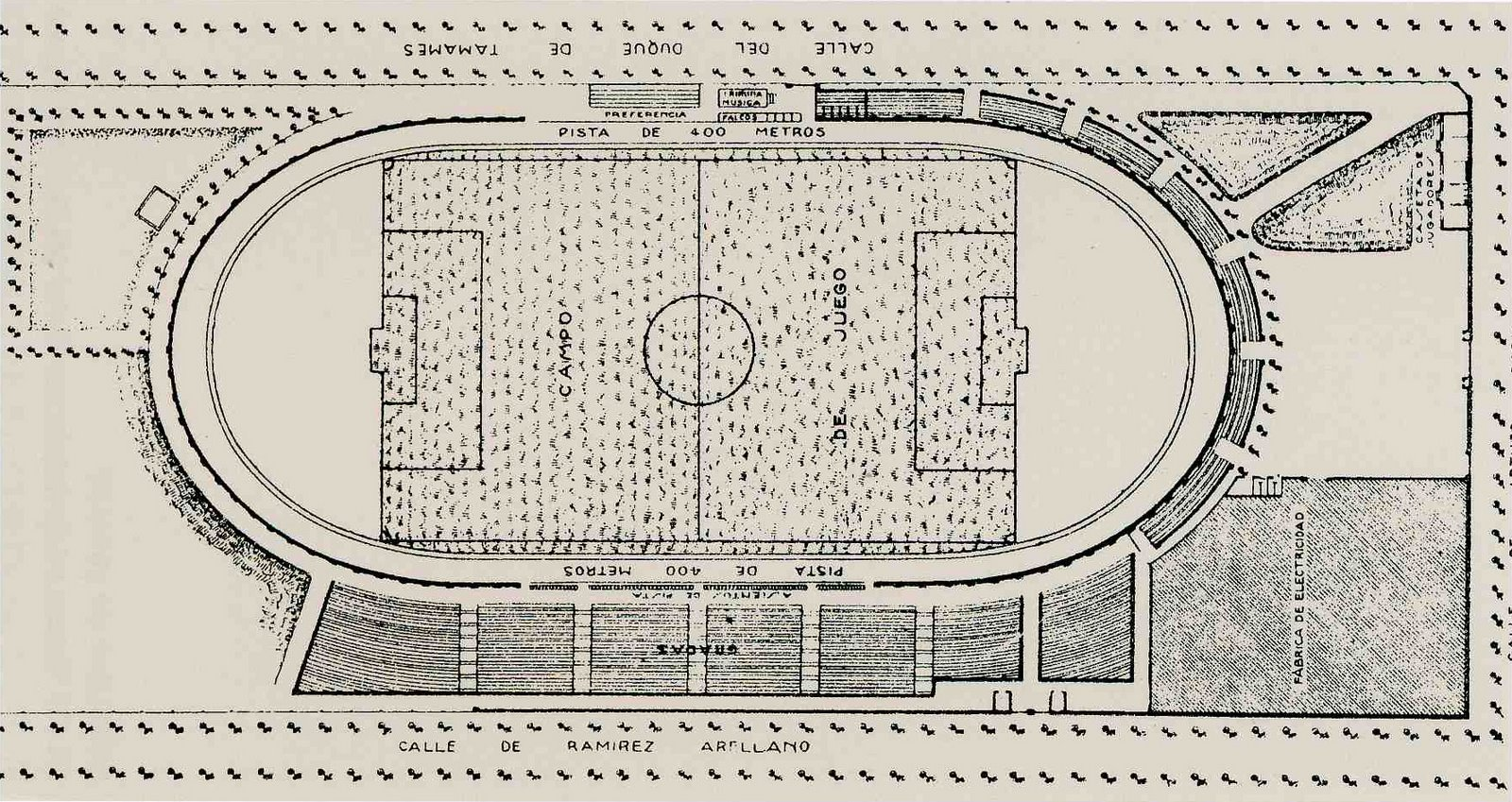
Proyecto del velódromo.

Ideado por el propio Arturo Soria y dirigido por Ricardo Ruiz Ferry, se construyó a la altura de lo que luego sería el número 323 de la calle, el velódromo de Ciudad Lineal. Inaugurado el 3 de julio de 1910, fue la sede oficial de la Escuela Española de Educación Física y en él se celebraron varios campeonatos de España de ciclismo. También fue la cancha de diferentes clubs de fútbol.
Otro gran complejo desaparecido fue el ya mencionado parque de la Ciudad Lineal con teatro-circo, frontón, casino, restaurante y variadas atracciones, incluidas una noria, un tobogán y una mágina voladora; el parque fue ocupado por las industrias cinematográficas C.E.A., que serían a su vez demolidas en 1966.

Asimismo, en este capítulo del ocio y el recreo pueden recordarse los Jardines Samba, en el n.º 214, cabaret ajardinado que disponía de piscina–restaurante.

## Vecinos
De la mezcla vecinal que tuvo en su origen la calle cuando era Ciudad Lineal, puede mencionarse a vecinos institucionales como el catedrático y futuro ministro de Instrucción Pública y Ministro de Justicia de España de la Segunda República española, Domingo Barnés Salinas, el diplomático Manuel de Figuerola (tercer marqués de Rialp), o el conde de Romanones; junto a famosos como Consuelo Portela “La Chelito”, Raquel Meyer, el tenor Miguel Fleta, el boxeador Luis Aísa Marín, ‘Rayo’, el escultor Julio González-Pola. o el propio Arturo Soria, en “Villa Rubín”.

## En la música
La calle aparece mencionada en la canción de "De corazón" de Mitsuruggy.